# Chang Dai-chien
Chang Dai-chien (en chino tradicional, 張大千; en chino simplificado, 张大千; pinyin, Zhāng Dàqiān; Wade-Giles, Chang Ta-chien, (Neijiang, Sichuan, 10 de mayo de 1899 - Taipéi, Taiwán, 2 de abril de 1983), pintor tradicional chino, uno de los más cotizados de su país.
Nació en una familia artística con dificultades económicas, cuyos miembros se habían convertido al catolicismo romano. Aparte de la pintura tradicional de su país también cultivó estilos próximos al impresionismo y al expresionismo. Su familia animó su dedicación a la pintura y la caligrafía y en 1917 marchó a Japón con su hermano mayor para aprender técnicas de color. Al poco viajó a Shanghái para trabajar con dos famosos expertos en pintura y caligrafía de la época; conoció allí a los grandes maestros clásicos de la tradición china, una de las pasiones de su vida, de los que desde muy pronto se dedicó a formar una gran colección, integrada entre otras obras, por cientos de cuadros de las dinastías Tang a Qing. Asimismo se dedicó a copiarlos e hizo cuadros falsos imitando sus técnicas; sus primeras copias de Shitao engañaron incluso a los especialistas. Salió de China a finales de los 40 y recorrió medio mundo -Argentina, São Paulo y California-, perfeccionando su estilo; a finales de los 50 empieza a desarrollar un problema en la vista y se pone a trabajar en sus características “pinturas salpicadas”, próximas al expresionismo abstracto de Jackson Pollock, pero que él decía inspiradas por Wang Mo, el maestro clásico de la dinastía Tang. Al visitar en 1956 a Picasso en Niza, éste lo reconoció como el mejor pintor de Oriente.
En la actualidad existe una casa museo dedicada al pintor en su ciudad natal (Neijiang) a orillas del río Tuo, el Zhang Daqian Memorial Hall, donde se conservan pinturas de distintos periodos del artista.